# 세키가하라주쿠

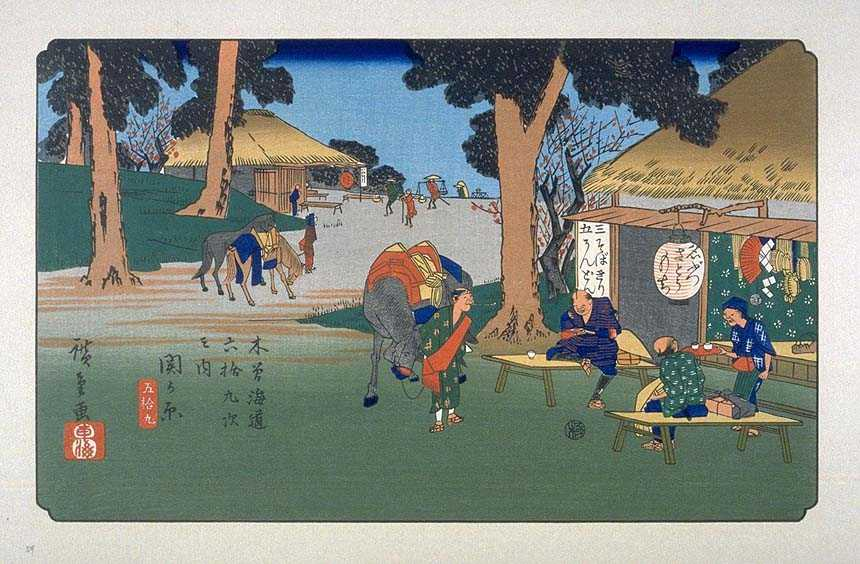
우타가와 히로시게 「키소 카이도 육십구차・세키가하라」

세키가하라주쿠(일본어: 関ヶ原宿 せきがはらじゅく[*])는 나카센도 58번째의 슈쿠바 (→나카센도 육십구차)이다. 미노국 후와군 세키가하라촌 (현 기후현 후와군 세키가하라정)에 존재했다.
주쿠 근처는 진신의 난, 세키가하라 전투의 무대이며, 관련 사적이 많다.

## 개략
- 하타토모 타케나카씨(竹中氏)령 (1843년)
- 인구 : 1389명
- 가옥 수 : 269채
- 본진 : 1채
- 와키혼진 : 1채
- 여관 : 33채

## 대중교통
- JR 도카이도 본선 세키가하라역

## 사적ㆍ볼거리
- 나나츠 우물 터
- 와키혼진
- 세키가하라 고전 장소 - 히가시쿠비즈카. 오카야마 봉수장 결전지. 사사오산 개전지. 우키타 히데이에의 진 터. 오오타니 요시츠구의 묘. 후쿠시마 마사노리의 진 터. 마츠오산 (코바야카와 히데아키 진 터). 이시다 미츠나리 본진 터에 오르면 고전장 전체가 잘 보인다.
- 세키가하라정 역사민속학습관
- 기후 세키가하라고전장 기념관

이마스주쿠까지의 사적ㆍ볼거리
- 세키가하라고전장 니시쿠비즈카
- 후와노세키 터
- 후와노세키 자료관
- 세키노후지가와 (후지코가와) - 진신의 난에서 양군이 강을 사이에 두고 대치.
- 고분 천황이 자살한 봉우리
- 토키와 고젠의 묘

## 근처 슈쿠바
- 나카센도

타루이주쿠 - 세키가하라주쿠 - 이마스주쿠